# شط صلوح (القفر)

تعديل مصدري - تعديل

شط صلوح محلة تابعة لقرية حمرسة، التابعة لعزلة النخلة بمديرية القفر إحدى مديريات محافظة إب في الجمهورية اليمنية، بلغ تعداد سكانها 66 حسب تعداد اليمن لعام 2004.